# 杉本博司ギャラリー
杉本博司ギャラリー：時の回廊は直島にあるギャラリー。 杉本博司の美術ために安藤忠雄を設計したギャラリーは2022年開通した。
前に杉本博司の写真はベネッセハウスに見えた。しかし、杉本はもっと大き美術ために建物が欲しい。それで、2022年ベネッセハウス繋ぐギャラリーは立った。

## 歴史
90年代に杉本は多い多い直島に計画を設計するのは手伝う。例えば、2002年家プロジェクトために護王神社を立った。後から、2021年直島に新しいギャラリーを計画するためにベネッセの記者会見はあった。そこで安藤と杉本はいた。
後で2022年３月12日杉本博司ギャラリーと安藤のヴァレーギャラリーが開通した。両方を安藤設計した。
それ以来、ギャラリーは杉本の多い美術を見える。例えば、写真とかモデルとか彫刻術がある。新素材研究所が設計したラウンジもある。ギャラリーは杉本の美術と安藤の自然の恋の合同。